# Delta Corvi
Delta Corvi (La tinh hóa từ δ Corvi, tên rút gọn là Delta Crv, δ Crv) hay còn có tên gọi khác là Algorab /ˈælɡəræb/, là tên của một ngôi sao sáng nằm ở khoảng cách xấp xỉ với mặt trời là 86,9 năm ánh sáng (tương đương 26,6 parsec) và nằm trong chòm sao phương nam tên là Ô Nha.
Delta Corvi có khối lượng gấp 2,7 lần khối lượng mặt trời và phát ra năng lượng gấp 69 lần mặt trời, tức là độ sáng của nó gấp 69 lần mặt trời. Nhiệt độ hiệu dụng nơi quang cầu của nó là 10400 Kelvin nên nó phát ra ánh sáng màu trắng với quang phổ loại A0 IV(n) kB9. Tuy nhiên nó có độ sáng lớn hơn so với nếu nó nằm trong dãy chính. Do đó, nó là một ngôi sao gần mức khổng lồ với 260 triệu năm tuổi và gần như là đã rút cạn hydro tại lõi của nó trong quá trình tiến hóa ra khỏi dãy chính như mặt trời.
Năm 1823, Delta Corvi được xác định là một sao đôi quang học bởi hai nhà thiên văn học người Anh James South và John Herschel. Từ thời gian đó, vị trí của hai ngôi sao này thì không hề thay đổi với nhau. Ngôi sao đồng hành đó là HR 4757 B với quang phổ loại K2Ve với góc phân tách là 24,2" dọc theo vị trí góc là 214 độ. Dù có chung chuyển động riêng nhưng tuổi của chúng cách biệt quá lớn khiến nó không hề có tương tác vật lí gì với nhau.
Trong tiếng Trung, 軫宿 (Zhěn Sù) nghĩa là "xe ngựa", ý chỉ chòm sao chứa Delta Corvi, Gamma Corvi, Epsilon Corvi và Beta Corvi.. Do vậy, Delta Corvi trong tiếng Trung có tên là 軫宿三 (Zhěn Sù sān, nghĩa là ngôi sao thứ ba của xe ngựa).

## Dữ liệu hiện tại
Theo như quan sát, đây là ngôi sao nằm trong chòm sao Ô Nha và dưới đây là một số dữ liệu khác:
Xích kinh 12h 29m 51.85517s
Độ nghiêng −16° 30′ 55.5525″
Cấp sao biểu kiến +2.962
Cấp sao tuyệt đối +0.2
Vận tốc hướng tâm 9 km/s
Loại quang phổ A0 IV(n) kB9
Giá trị thị sai 37,55 +/- 0,16